# Papinec
Papinec je naselje u Republici Hrvatskoj, u sastavu Općine Vidovec, Varaždinska županija. 

## Stanovništvo
Prema popisu stanovništva iz 2001. godine, naselje je imalo 114 stanovnika te 30 obiteljskih kućanstava.
| broj stanovnika | 99    | 108   | 114   | 125   | 143   | 172   | 183   | 173   | 152   | 137   | 163   | 154   | 126   | 118   | 114   | 110   | 97    |
|                 | 1857. | 1869. | 1880. | 1890. | 1900. | 1910. | 1921. | 1931. | 1948. | 1953. | 1961. | 1971. | 1981. | 1991. | 2001. | 2011. | 2021. |

Specifičnost naselja je u prezimenu Papec koje nosi nekoliko obitelji u tom mjestu.Pojavljuje se u Austro-Ugarskim vojnim kartama oko 1700. godine.Nema zapisa po čijem je prezimenu naselje dobilo ime.